# قياس المرونة الخثرية
قياس المرونة الخثرية، عرف سابقًا باسم تخطيط المرونة الخثرية الدوراني أو قياس المرونة الخثرية الدوراني، هو طريقة ثابتة لقياس المرونة اللزوجية لاختبار الإرقاء في الدم الكامل. يعتبر طريقة معدلة من تخطيط المرونة الخثرية التقليدي. يبحث قياس المرونة الخثرية في التأثير المتبادل بين عوامل التخثر ومثبطاتها والأدوية المضادة للتخثر وخلايا الدم وخاصةً الصفيحات الدموية، أثناء التخثر وانحلال الفبرين اللاحق. تحاكي الظروف الريولوجية التدفق الراكد للدم ضمن الأوردة.
رغم اعتبار تخطيط المرونة الخثرية التقليدي مقايسة عالمية لاضطرابات تخثر الدم وتأثيرات الأدوية، يستخدم قياس المرونة الخثرية بشكل أساسي مع المقايسات التفريقية المناسبة. يسمح بإجراء الاختبار في وجود تراكيز علاجية للهيبارين ويوفر معلومات تشخيصية تفريقية لتوجيه قرارات العلاج. تظهر مصداقية الطريقة في العديد من المنشورات. أصبح تطبيق قياس المرونة الخثرية في نقطة الرعاية أو في مختبرات الطوارئ أكثر شيوعًا. يكشف قياس المرونة الخثرية المراحل الوظيفية لعملية التخثر سواء كانت مفرطة أو ناقصة وربما يكون الاختبار السريع الوحيد الموثوق به لتشخيص فرط انحلال الفبرين. على عكس اختبارات التخثر القياسية، يساهم تأثير العامل الثالث عشر المثبت للفبرين في النتيجة. يساعد التوافر السريع للنتائج على التمييز بين النزيف الجراحي واضطرابات تخثر الدم الحقيقية ويحسن العلاج بمنتجات الدم وعوامل التخثر المركزة ومضادات التخثر والبروتامين والأدوية المرقئة ومضادات انحلال الفبرين. تؤكد عدة تقارير أن تطبيق قياس المرونة الخثرية فعال من حيث التكلفة إذ يحد من استهلاك منتجات الدم.

## الطريقة
يوضع الدم (300 ميكرولتر، مع حمض الليمون كمضاد تخثر) في الكويب المخبري (كوفيت) القابل للاستخدام لمرة واحدة باستخدام ممص إلكتروني. يوضع دبوس قابل للاستخدام لمرة واحدة بقناة متصلة بنابض رفيع (يعادل سلك هارتيرت الملتوي في تخطيط المرونة الخثرية) ويتأرجح ببطء ذهابًا وإيابًا. ترسَل إشارة الدبوس المعلق في عينة الدم عبر نظام كشف بصري. يبدأ الاختبار بإضافة الكواشف المناسبة. يقيس الجهاز التغيرات في المرونة ويعرضها بيانيًا في جميع مراحل تطور الخثرة وانحلالها. تبلغ درجة حرارة الاختبار النموذجية 37 درجة مئوية، لكن يمكن اختيار درجات حرارة مختلفة، كما في حالة المرضى الذين يعانون من انخفاض درجة حرارة الجسم. على النقيض من تخطيط المرونة الخثرية ومبدئه الشبيه بالرقاص، فإن تصميم نظام تحديد المرونة اللزوجية لمقياس المرونة الخثرية يجعله متين ومقاوم للصدمات أو الاهتزازات الميكانيكية.

## النتيجة
النتيجة الأولية لقياس المرونة الخثرية هي منحني يظهر تغير المرونة بمرور الوقت عندما تتشكل الخثرة أو تنحل. يسمى هذا المنحني أيضًا مخطط قياس المرونة الخثرية. توجد 4 معلمات رئيسية تصف منحني التخثر في الروتين السريري. توجد أكثر من 10 معلمات إضافية محسوبة، بما في ذلك منحنيات اشتقاقية تفيد في تطبيقات بحثية محددة، مثل الهيموفيليا أو أهبة التخثر أو تأثير العامل السابع (a) المأشوب، وهي متاحة للأغراض البحثية.

## التطبيق السريري
يستخدم مقياس المرونة الخثرية بنجاح في تقييم الإرقاء لدى المريض. تسمح هذه الطريقة بكشف اضطرابات تخثر الدم المعقدة (المترافقة مع معظم حالات اعتلالات التخثر) في غضون بضع دقائق، فهي تتيح التدخل العلاجي السريع. مقياس المرونة الخثرية للدم الكامل حساس للعوامل التي تؤثر في الإرقاء مثل موسعات البلازما أو الحماض بينما لم تتحدد تأثيرات هذه العوامل بالطرق المخبرية القائمة على البلازما. يعتبر نقل منتجات الدم أو عوامل التخثر المركزة الموجه بمقياس المرونة الخثرية في جراحة القلب والكبد وجراحة العظام الكبرى التطبيق الرئيسي لهذه الطريقة. بالإضافة إلى ذلك، استُخدم بنجاح في الحالات المعقدة من الصدمات (المتعددة)، أو في اتخاذ القرار بشأن العلاج البديل مثل إدارة الأدوية المضادة لانحلال الفبرين. أدت الفوائد السريرية لقياس المرونة الخثرية إلى إنقاذ حياة كثير من المرضى وتوصي المنشورات باستخدام طرق المرونة اللزوجية مثل قياس المرونة الخثرية في الإجراءات الجراحية إذ يمكن توقع فقدان الدم بشكل كبير متبوعًا بالحاجة إلى عمليات نقل الدم.